# 리즌 (잡지)

리즌(Reason)은 미국의 잡지이다. 리즌 파운데이션이 발간하였다. 이 잡지의 부수는 대략 50,000부이며 2003년과 2004년에 시카고 트리뷴에 의해 최고의 50대 잡지 가운데 하나로 이름을 올렸다.